# Franco Sar

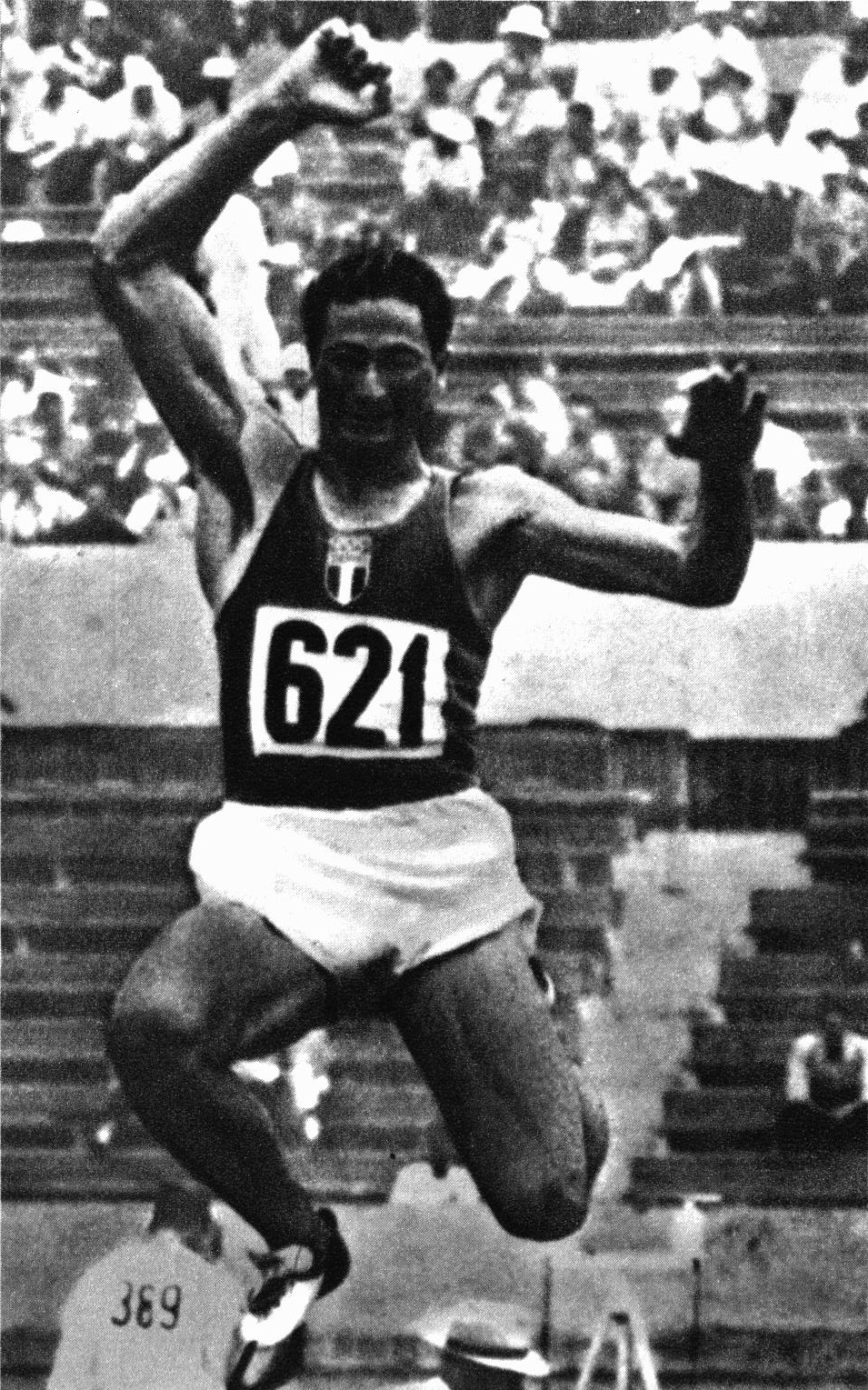
Franco Sar bei den Olympischen Spielen 1960

Franco Sar (* 21. Dezember 1933 in Arborea; † 1. Oktober 2018 in Monza) war ein italienischer Zehnkämpfer.
1960 wurde er Sechster bei den Olympischen Spielen in Rom.
Bei den Europameisterschaften 1962 in Belgrad und bei den Olympischen Spielen 1964 in Tokio kam er jeweils auf den 13. Platz. 1966 wurde er bei den Europameisterschaften in Budapest Zwölfter.
Von 1958 bis 1965 wurde er achtmal in Folge Italienischer Meister, zuletzt mit seiner persönlichen Bestleistung von 7368 Punkten. 1963 holte er außerdem den nationalen Titel im Stabhochsprung.